# Peridea angulosa
Peridea angulosa (tên tiếng Anh: Angulose Prominent) là một loài bướm đêm thuộc họ Notodontidae. Nó được tìm thấy ở miền nam Canada, phía nam đến Florida và phía tây đến Texas.

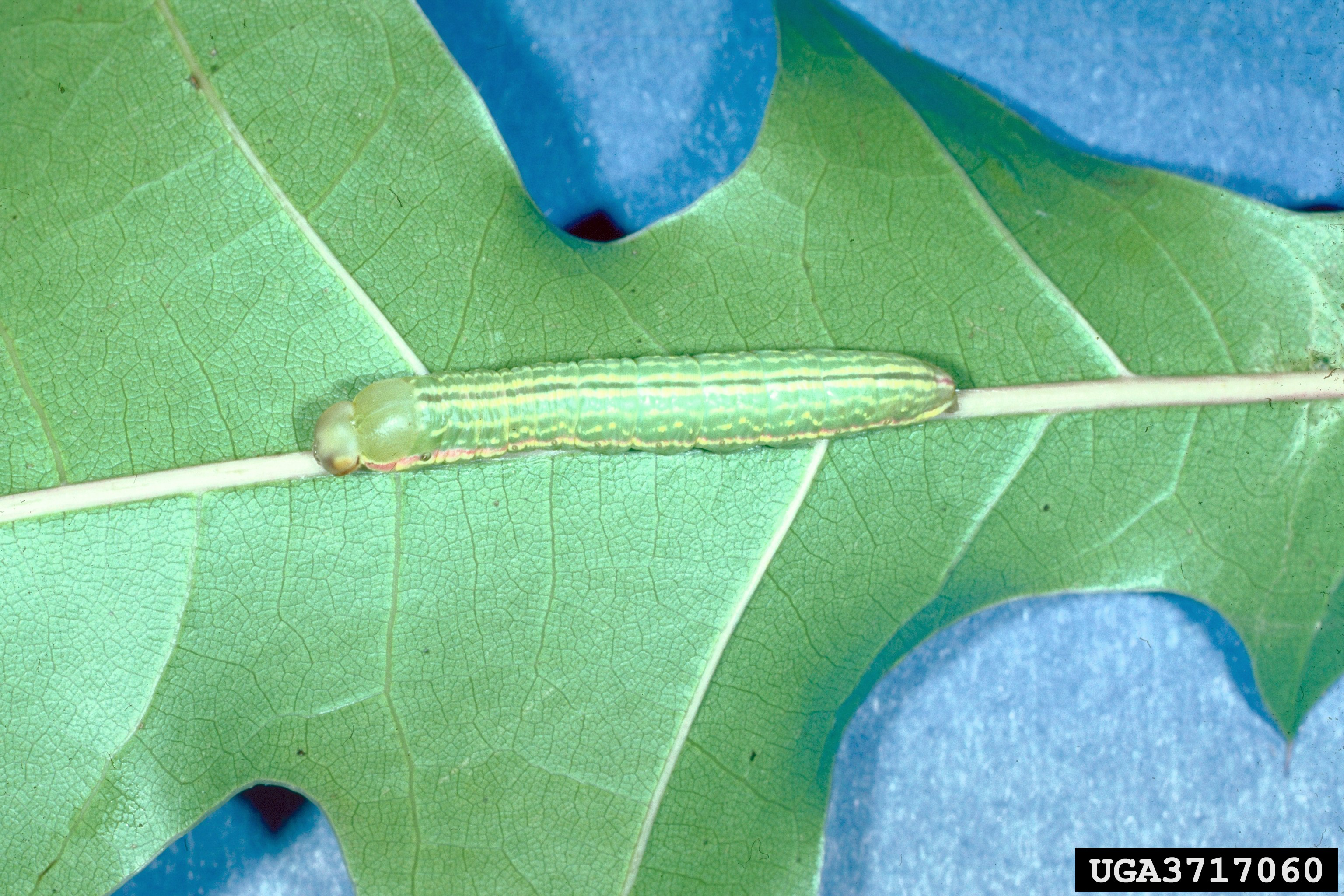

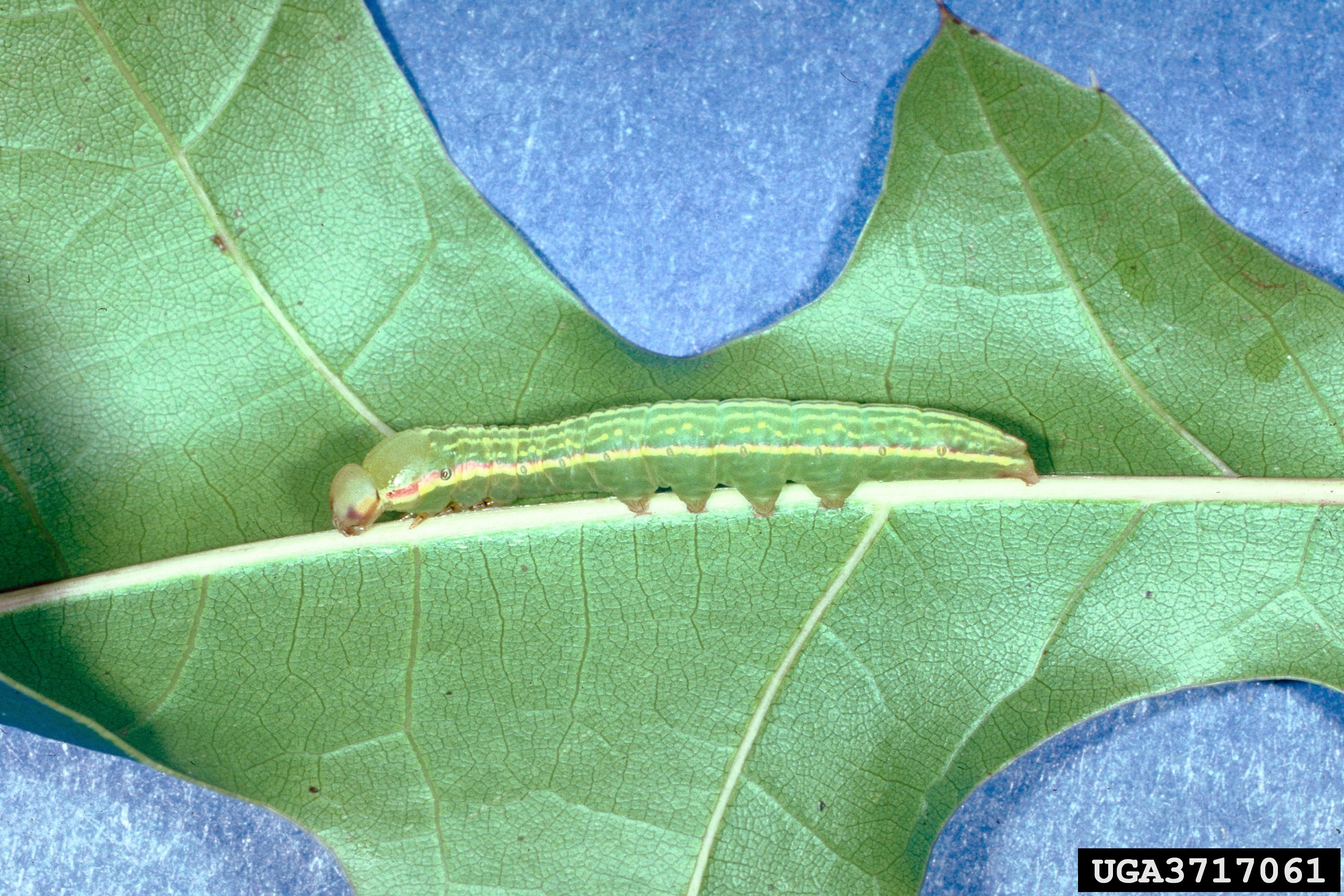

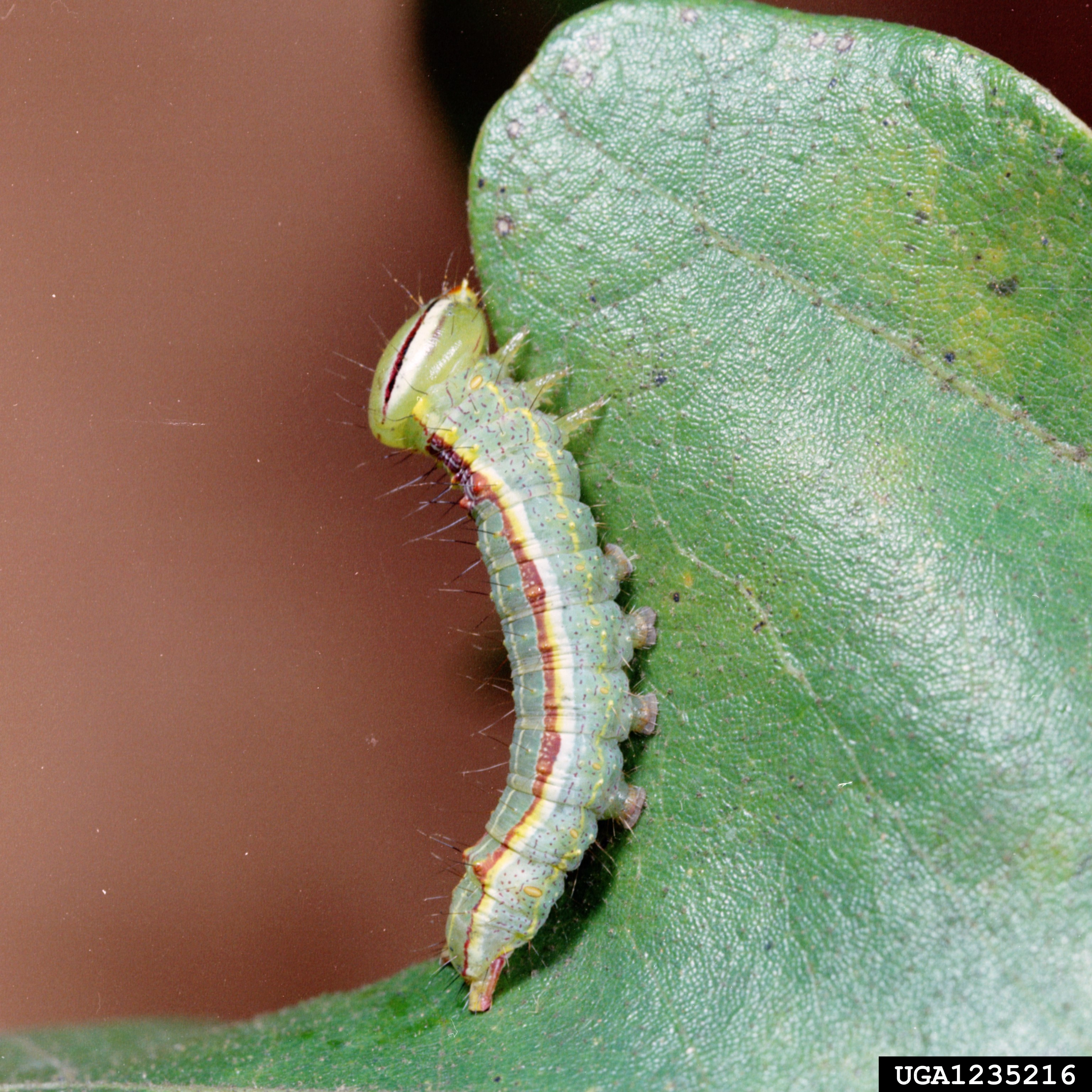

Sải cánh dài 35–45 mm. Con trưởng thành bay từ tháng 5 đến tháng 8.
Ấu trùng ăn các loài Quercus.

## Hình ảnh

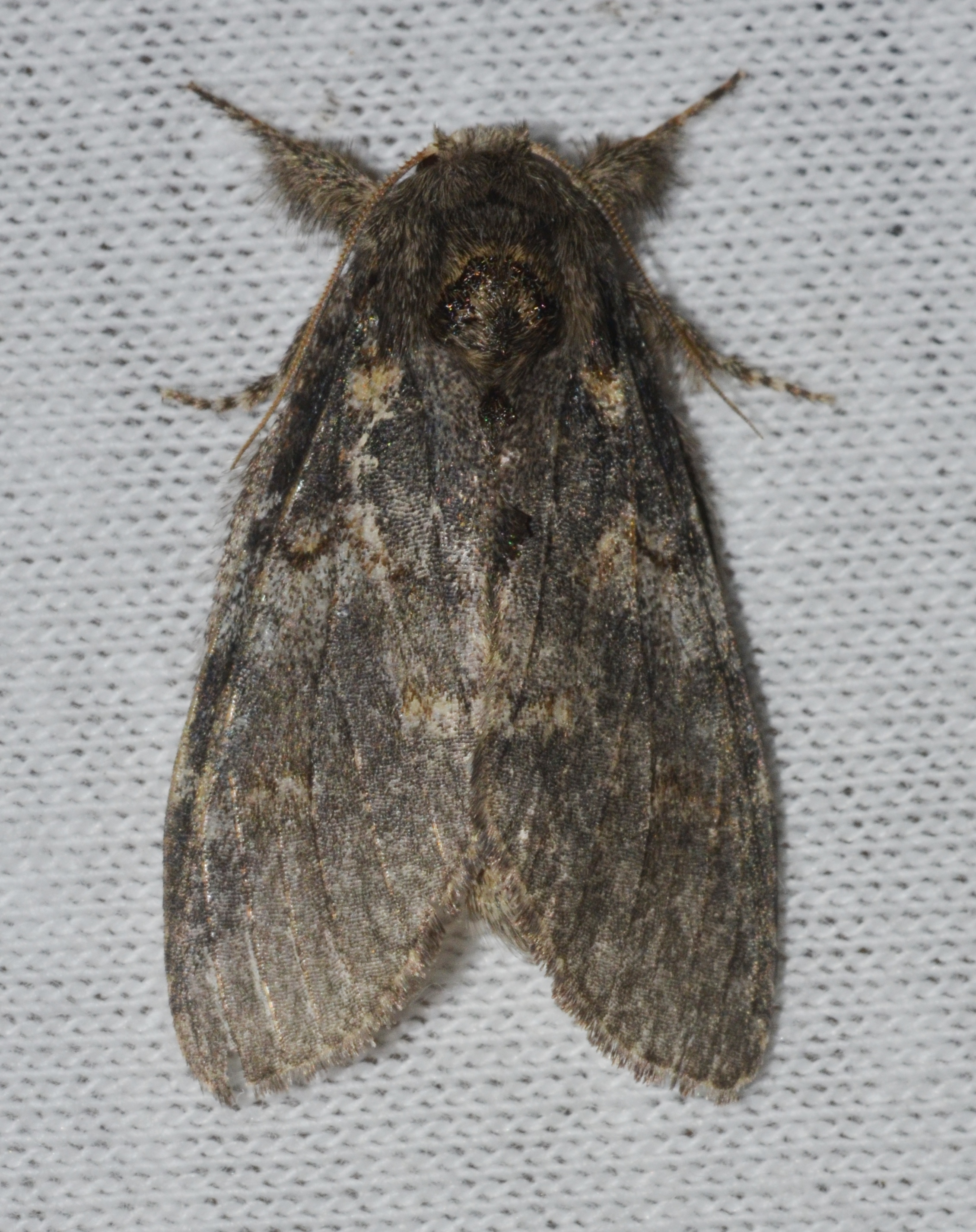
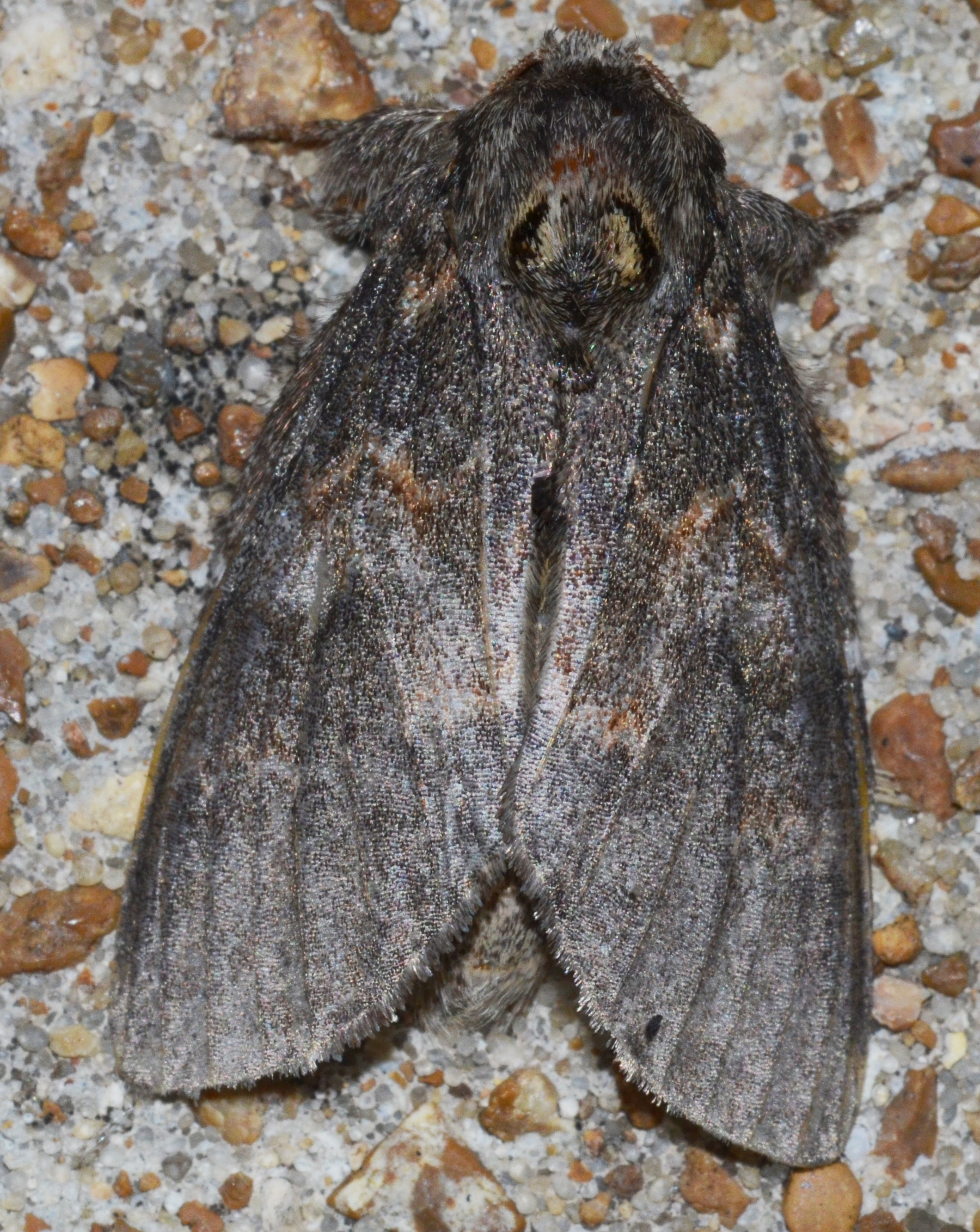
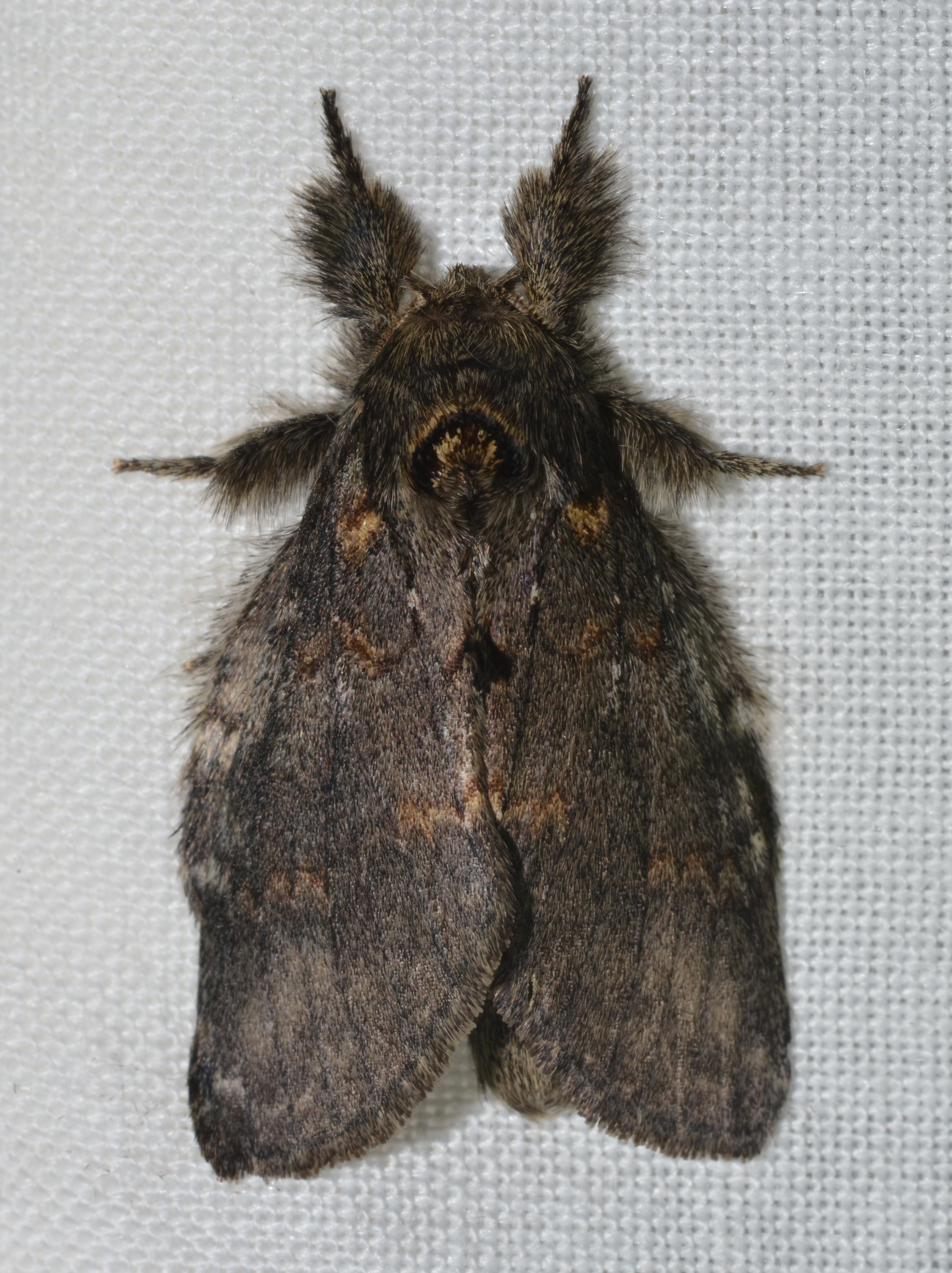